# Matheus Shikongo
Matheus Shikongo, parfois écrit Mateus, né le 26 juin 1950 à Windhoek et mort le 13 mai 2021, est un homme d'affaires et homme politique namibien.
Il membre de la SWAPO et le premier maire noir de Windhoek, de 2000 à 2010.

## Biographie
Né en 1950 à Windhoek d'une famille originaire de Ondangwa dans la région de Oshana, Matheus Shikongo fait ses études à la High School Ongwediva où il obtient un diplôme en gestion du personnel et du marketing.
Entrepreneur dans le négoce, il s'installe en 1987 à Katutura, le township de Windhoek. L'indépendance de la Namibie est acquise en 1990. Membre de la SWAPO, une organisation indépendantiste devenu le principal parti politique du pays, il entre au conseil municipal de Windhoek en 1993. De 1998 à 2000, il est président de la Chambre de commerce et d'industrie de Namibie (NCCI). 
En 2000, il devient maire de Windhoek, succédant alors à Immanuel Ngatjizeko (de) qui lui même avait succédé au précédent maire issu de la communauté blanche namibienne, Björn von Finckenstein, issu d'une famille noble prussienne. Le 6 juillet 2000, il signe avec Eberhard Diepgen (maire de Berlin) le jumelage de la capitale namibienne avec celle de l'Allemagne. Il reste maire de la capitale namibienne jusqu'en 2010. S'étant retiré lors du renouvellement du mandat fin 2010, il est remplacé le 2 décembre 2010 par Elaine Trepper.
Matheus Shikongo a été également PDG de la Namibie Ressources marines et membre du conseil d'administration de diverses entreprises comme NamPower, Kumwe Investment Holdings, Welwitschia Insurance Brokers, SANTAM Banque de Windhoek et Metropolitan Life Namibie.